# Bitterzoet bed
Bitterzoet bed is een hoorspel in twee delen naar L’amante anglaise (1957) van Marguerite Duras. Het werd vertaald door Coos Mulder en de KRO zond het uit in het programma Dinsdagavondtheater op dinsdag 13 en 20 oktober 1970. De regisseur was Léon Povel.

## Delen
- Deel 1 (duur: 61 minuten)
- Deel 2 (duur: 107 minuten)

## Rolbezetting
- Elise Hoomans (Claire Lannes)
- Guus Hermus (Pierre Lannes)
- Edmond Classen (de ondervrager)
- Pieter Lutz (de waard)
- Bob Goedhart (de rechercheur)
- Ger Smit (Alfonso)
- Els Buitendijk (een jong meisje)

## Inhoud
Dagen achtereen worden er in spoorwegwagons stukken van een lijk gevonden - steeds weer op een andere plek in Frankrijk. Alleen het hoofd wordt niet gevonden. Onderzoek wijst uit dat de menselijke overblijfselen vanaf een viaduct bij één bepaald spoorwegknooppunt in de treinen moeten zijn gegooid. Acht dagen later wordt Claire Lannes gearresteerd wegens moord op haar doofstomme nicht, die het huishouden voor haar deed. In het dorpscafé heeft ze haar mond voorbij gepraat. Handelde ze in een vlaag van verstandsverbijstering of heeft een sluimerend verleden de kop opgestoken? Iemand wil een boek over de zaak schrijven en probeert in drie 'verhoren', met de caféhouder, met de dader en met haar echtgenoot, de gang van zaken te reconstrueren…